# Церква Благовіщення Пречистої Діви Марії (Коломия)
Церква Благовіщення Пречистої Діви Марії — чинна дерев'яна церква у Коломиї, пам'ятка архітектури національного значення під охоронним номером 233/1 на вулиці Карпатській 2. Відноситься до найкращих зразків гуцульського сакрального будівництва.

## Історія
У Коронній метриці 1522 року занесено відомості про проведення візитації у церквах у декількох деканатах, зокрема Коломийському. Це була перша непряма згадка існування православної парафії в Коломиї. Коломийський староста Отто з Ходча 1530 року дав дозвіл на закладення монастиря Святого Архангела Михаїла. У люстрації королівщини на 1565 рік у Коломиї було 4 православні священики, 1579-го їх було шість. В час турецького нападу 1589 року Коломия була повністю спалена, а мешканці вбиті чи взяті у полон. Після цього місто перенесли на нове місце. У Коломиї заклали новий монастир Благовіщення Пресвятої Богородиці, який в середині XVII ст. належав скиту Манявському. В надрукованій у Львові «Тріоді Цвітній» 1663 року зберігся напис про її передачу до коломийського монастиря ігуменом львівського монастиря Івана Богослова.

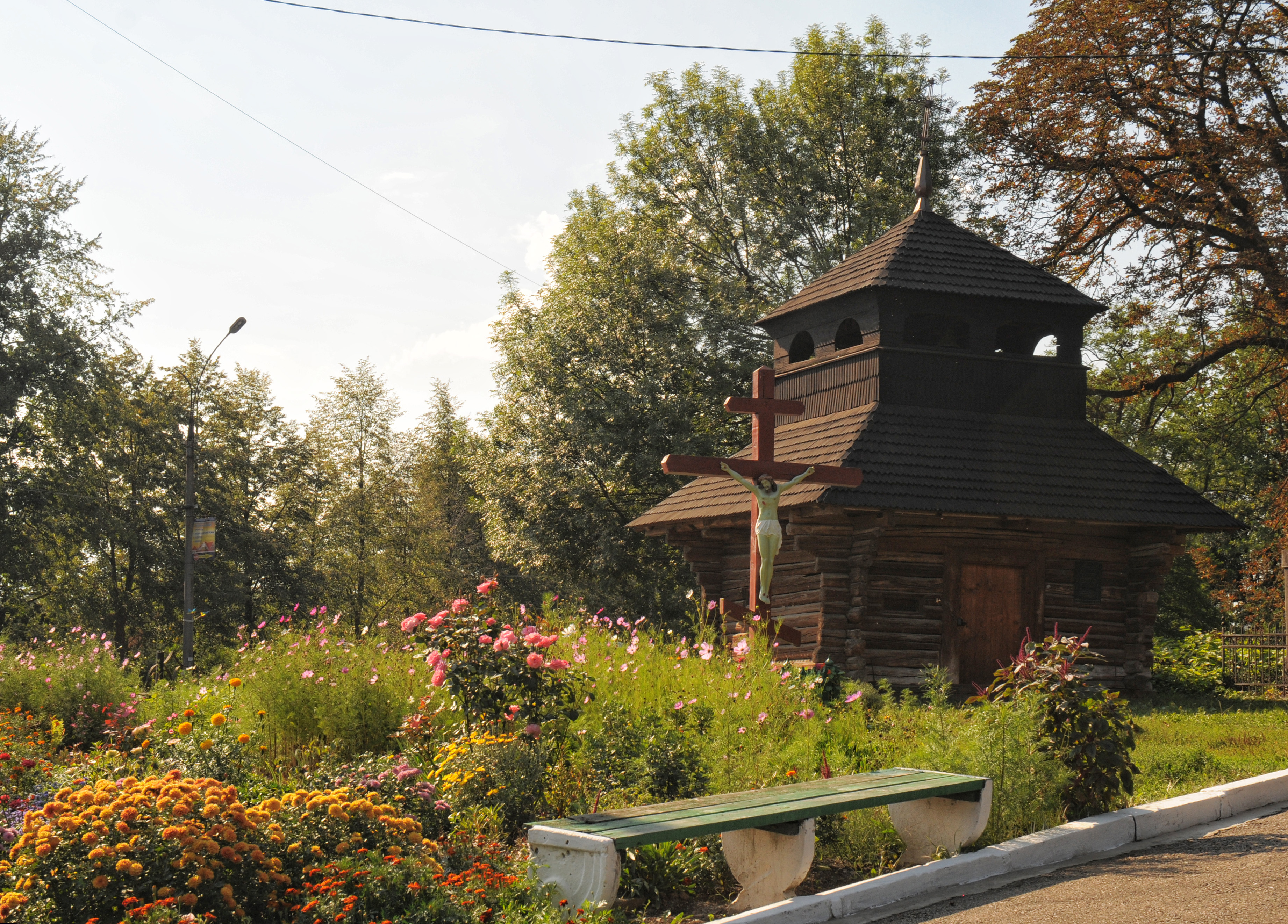
Дзвіниця Благовіщенської церкви

У Шематизмах Станіславської єпархії парох Олександр Русин відніс у 1920-х роках час її побудови до 1587 року, хоча того року була збудована попередня церква на старому міському цвинтарі Монастирок. На надпоріжнику південних дверей бабинця сучасної будівлі збереглась дата її побудови — 1709 рік. Можливо, що її збудував майстер зі Снятина. Орієнтована тридільна будівля складалася з квадратної нави з банею, вужчих бабинця і вівтаря під двосхилими дахами. Особливістю церкви було архаїчне розміщення входів до бабинця, вівтаря у південних стінах. У актах візитацій 1742, 1745 відзначалось, що через втрату прав монастир 1732 був покинутий і через декілька років переданий о. Григорію Жураковському, якого висвятили і поставили парохом. У монастирі були церкви Благовіщення Пречистої Діви Марії та церква з трапезною без іконостасу і жодного вистрою. Поряд стояли дві хатини, дзвіниця з трьома дзвонами. Монастирські ґрунти лежали за містом і були з півночі обведені валом, зі заходу і півдня обмежені потоком. На них були сади, городи, саджавки для риби.
В акті візитації 1753 церква названа давньою, з вівтарем, престолом, антимінсом з реліквіями. Дерев'яний хрест на престолі мальований. Особливістю будови є наявність одного південного входу до бабинця та вівтаря. Дзвіниця і церква криті гонтом. На 1765 рік церква була відремонтована. При оцінці майна церкви 1804 о. Теодор Бачинський зазначив, що вона збудована на дубових підвалинах з тесаного ялицевого дерева з новим гонтовим покриттям. Церкву оцінили на 250 ринських, дзвіницю на 25 ринських, а парохіяльну церкву Св. Архангела Михайла в Коломиї лише на 43 ринських, філіальну Богоявлення на 95 ринських.
Наступна згадка про церкву походить з 1839, як про філіальну церкву парафії Св. Михайла. Парох о. Іван Озаркевич (1837–1854) з фундації Григорія Лехника і Михайла Лойвонюка здійснив її перебудову (1845) на хрещату. Ймовірно, що перебудову здійснив відомий майстер Іван Рав'юк з присілку Коломиї, що збудував понад 18 храмів. З смерекових плениць на дубових підвалинах на кам'яному підмурівку до нефу добудували два крила — з вівтарем у північному, та з вівтарем і бабинцем з хорами, причому південне крило стало чільним. Їх покрили двосхилими дахами з сліпими восьмикутними ліхтарями з маківками. Церкву оперезало велике підашшя.
Одночасно з перебудовою встановили новий рококовий золочений чотириярусний іконостас (дата 1800 на іконі «Таємна вечеря»), що ймовірно походив з розібраної церкви в  Коломиї — Св. Михайла чи Богоявлення. Він вигнутий у сторону вівтаря і не має намісних ікон. Празничковий ряд формують шість овальних ікон (у кожній намальовано по два празники) і центральна «Таємна вечеря». У Апостольському ряді встановлено 6 ікон з двома Апостолами та центральна — Архієрей з Богородицею і Іваном Хрестителем. Пророчий ряд складається з 12 овальних ікон і центральної Бог-Отець. Ікони іконостасу походять з кінця XVIII ст. У ХІХ ст. ікони переписав маляр Теофіл Копистинський. У 1944/45-х роках за пароха о. А.Русина інтер'єр покрили орнаментальним олійним розписом Ксенія Кічура і Жигмонт Оріховський.
Після Другої світової війни церква була вперше згадана у наукових працях Григорія Логвина. На початку 1960-х років церкву зняли з реєстрації пам'яток та закрили. Але в 1968 році завдяки втручанню Григорія Логвина її вписали до Національного реєстру пам'яток України під номером 233.
Частково церкву відреставрували в 1980 році, а іконостас відреставрували впродовж 1980-1982. З 1983 у приміщенні церкви відкрили музей писанкового розпису. 8 лютого 1990 храм передали церковній громаді. У 2018 р. церква повернена греко-католикам.